# Роберт Наварро (футболіст)
Роберт Наварро Муньос (ісп. Roberto Navarro Muñoz, нар. 12 квітня 2002, Барселона, Іспанія) — іспанський футболіст, півзахисник клубу «Атлетік» (Більбао).

## Ігрова кар'єра

### Клубна
Займатися футболом Роберт Наварро почав в молодіжній команді клубу «Осасуна». У 2013 році футболіст приєднався до молодіжного складу «Барселони».
В липні 2018 року Наварро перейшов до французького «Монако». 6 січня 2019 року у кубковому матчі іспанець дебютував у першій команді і став наймолодшим дебютантом в історії клубу.
Не провівши в основі «Монако» жодного матчу в чемпіонаті Франції, у вересні 2019 року Наварро повернувся до Іспанії, де підписав трирічний контракт з «Реал Сосьєдад». Починав грати в дублюючому складу в Сегунді В. 16 грудня 2020 року у матчі проти «Барселони» Наварро дебютував у складі першої команди в чемпіонаті Іспанії. На деякий час півзахисника відправили до другого складу але у вересні 2022 року Наварро повернувся до основи і став кращим бомбардиром команди в розіграші Кубку Іспанії сезону 2022/23. Сезон 2023/24 Наварро провів в оренді в «Кадісі».
В серпні 2024 року Наврро погодився підписати річний контракт з «Мальоркою».
Коли контракт Наварро з балеарським клубом закінчився, вже на другий день «Атлетік» з Більбао оголосив про підписання з футболістом п'ятирічного контракту.

### Збірна
У 2019 році в складі юнацької збірної Іспанії (U-17) Роберт Наварро брав участь у юнацькому чемпіонаті Європи в Ірландії, де команда Іспанії дійшла до півфіналу.
Також в тому році Наварро грав на юнацькому чемпіонаті світу в Бразилії.